# Vít Němeček
Vít Němeček (* 22. ledna 1962 Litomyšl) je český lékař a politik, v letech 2010 až 2013 poslanec za stranu ODS. Poslancem Poslanecké sněmovny Parlamentu České republiky byl zvolen ve volbách 2010 v Libereckém kraji, když ho preferenční hlasy vynesly z šestého místa kandidátky na první. Působí i jako ředitel nemocnice v Jablonci nad Nisou.

## Politické působení
V krajských volbách v roce 2016 kandidoval do zastupitelstva Libereckého kraje za Občanskou demokratickou stranu na 15. místě kandidátky, ale díky 648 preferenčním hlasům skončil čtvrtý a získal tak mandát krajského zastupitele. Podobná situace se opakovala při krajských volbách v roce 2020, kdy jej 792 preferenčních hlasů posunulo z pátého místa kandidátky ODS na výsledné druhé místo. V krajských volbách v roce 2024, kterých se jeho ODS účastnila v rámci koaliční kandidátní listiny „SPOLU pro Liberecký kraj – ODS, TOP 09, KDU-ČSL“, již do krajského zastupitelstva nekandidoval. Místo toho se pokusil získat post senátora v obvodu č. 35 – Jablonec nad Nisou, když se účastnil voleb do Senátu PČR v roce 2024 za ODS v rámci koalice SPOLU. V prvním kole voleb však získal 19,74 % hlasů, čímž skončil na 3. místě a nepostoupil do druhého kola.